# 托迪尔
托迪尔（法語：Thodure，法語發音：[tɔdyʁ]）是法国伊泽尔省的一个市镇，位于该省中部偏西，原属格勒诺布尔区，2017年起改属维埃纳区。

## 地理
托迪尔（45°19'0"N, 5°10'7"E）面积14.47 平方千米，位于法国奥弗涅-罗讷-阿尔卑斯大区伊泽尔省，该省份为法国东南部内陆省份，北起顺时针与安省、萨瓦省、上阿尔卑斯省、德龙省、阿尔代什省、卢瓦尔省和罗讷省。
与托迪尔接壤的市镇（或旧市镇、城区）包括：大塞尔、博福尔、朗蒂奥勒、马尔西约勒、帕热、珀诺勒、加洛尔河畔圣克莱尔、维里维尔。
托迪尔的时区为UTC+01:00、UTC+02:00（夏令时）。

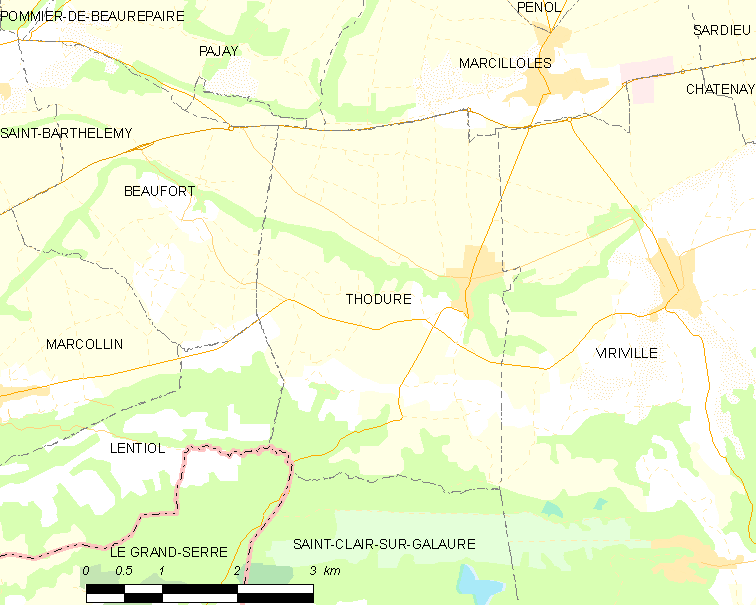
托迪尔的OSM定位图

## 行政
托迪尔的邮政编码为38260，INSEE市镇编码为38505。

## 政治
托迪尔所属的省级选区为比耶夫尔县。

## 交通
伊泽尔省省道D130线、D156B线和D157线在托迪尔镇中心交汇，省道D519线则从北侧过境。

## 人口

1962-2008年间托迪尔人口变化图示

托迪尔于2022年1月1日时的人口数量为789人。